# Nikolaï Ivanovitch Nebogatov
Nikolaï Ivanovitch Nebogatov (en russe : Николай Иванович Небогатов) est un amiral russe né le 20 avril 1849, décédé en 1922.

## Famille
Il épousa Nadejda. Il eut trois enfants de cette union :
- Elena Nicolaïevna Nebogatov ;
- Natalia Nikolaïevna Nebogatov ;
- un fils dont le nom est inconnu.

## Biographie
Nikolaï Ivanovitch Nebogatov fut très tôt attiré par une carrière dans la marine. Il sortit diplômé de l'Académie de Marine en 1869. En 1896, il termina ses études à l'Académie navale de Nikolaïev.

### Carrière militaire

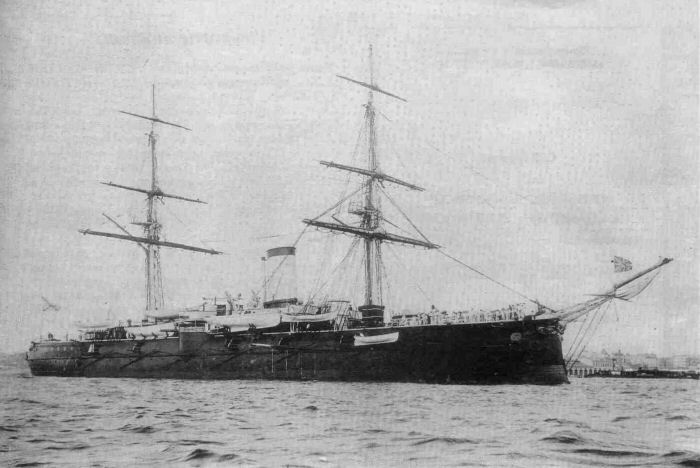
Photographie de l' Amiral Nakhimov entre 1888 et 1893

Le 24 octobre 1871 Nikolaï Ivanovitch Nebogatov est promu au grade d'aspirant de marine. Il est élevé au grade de sous-lieutenant le 31 mars 1874. Du 24 avril 1882 au 27 novembre 1885, il sert sur le clipper Razboïnik, en tant qu'officier supérieur. Le 1er janvier 1886, il est élevé au grade de capitaine  de second rang. Le 8 octobre 1888, il est nommé commandant à bord de la canonnière Groza, puis transféré comme commandant de bord, le 4 mars 1889, sur la canonnière Grad. Le 5 août 1891, il commande à bord du croiseur Cruiser. Il est promu capitaine de premier rang, en décembre 1894, puis commande à partir du 6 septembre 1896, le croiseur blindé Amiral Nakhimov.
Le 6 décembre 1898, il est nommé directeur de l'École d'artillerie de la Flotte de la Baltique, puis assure, du 1er mai 1900 au 6 décembre 1901, le commandement de l'ancien cuirassé Minine utilisé par l'école d'artillerie de marine. Le 13 septembre 1900, il est nommé au poste de chef adjoint de la formation et du détachement de l'artillerie de la Flotte de la mer Baltique. Le 6 décembre 1901, Nebogatov est élevé au grade de kontr-admiral et commande à partir du 26 mai 1903 un détachement de la Flotte de la mer Noire. Le 10 janvier 1905, il est placé à la tête de la célèbre troisième escadre de la Flotte du Pacifique, la deuxième escadre se trouvant sous le commandement de Rojdestvenski. Cette troisième escadre se composait de navires obsolètes, le cuirassé Nicolas Ier, le croiseur blindé Vladimir Monomaque, les cuirassés Amiral Ouchakov, Amiral Senyavine, Amiral Apraxine, ainsi que de nombreux navires de transport.

#### Bataille de Tsushima

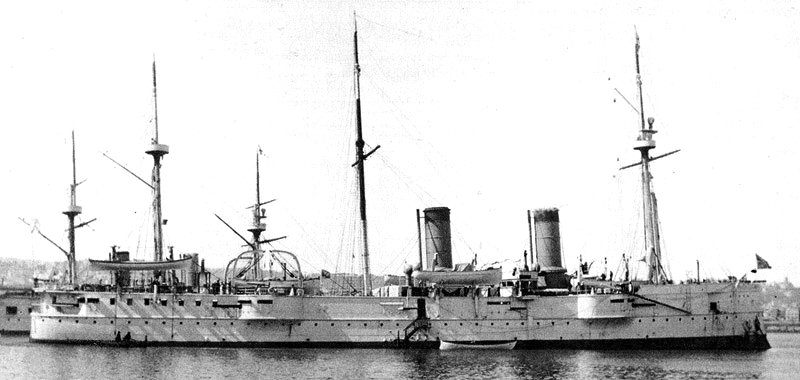
Photographie du Vladimir Monomaque

Au début de l'automne 1904, certains amiraux considèrent la deuxième escadre du Pacifique comme faible. Après la réunion qui se tient le 11 octobre 1904, la décision est prise de renforcer l'escadre du Pacifique en lui adjoignant la deuxième escadre de la flotte de la Baltique commandée par Rojdestvenski.
Elle est divisée en deux escadres :
- Première ligne :

- Le cuirassé Empereur Nicolas Ier
- Le cuirassé de défense côtière Amiral Ouchakov
- Le cuirassé Amiral Senyavine
- Le croiseur blindé Vladimir Monomaque

- Deuxième ligne :

- Le cuirassé Empereur Alexandre II (mise en service 14 juillet 1887)
- Le cuirassé Pobeda (Gloire) (mise en service 12 juin 1905 - mis au rebut 29 mai 1918)
- Le croiseur Amiral Kornilov (mise en service août 1889 - mis au rebut 2 mai 1911)
- Le croiseur blindé Mer d'Azov (mise en service 1890 - mis au rebut en 1919)

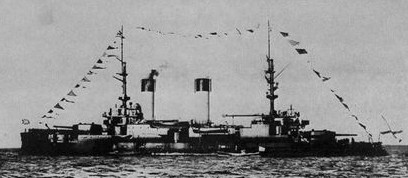
Orel

Les deux escadres se rejoignent le 9 mai 1905 dans la baie de Cam Ranh (au sud de  l'Annam, Viêt Nam actuel). Le 27 mai 1905, première journée de la bataille de Tsushima, aucun des navires de Nebogatov ne connaît le terrible sort des cuirassés de l'amiral Rojdestvenski. Le commandant de la flotte est cependant grièvement blessé. La plupart des navires russes étant coulés ou capturés, Nebogatov prend donc le commandement du reste de la flotte. Lors de la sombre matinée du 28 mai 1905, il remet en tant que vaincu cinq de ses navires de guerre aux Japonais : l’Empereur Nicolas Ier, le cuirassé Orel, l' Amiral Apraxine, et Amiral Senyavine. Seul le croiseur Izoumroud demeure dans l'escadre.
Pendant la nuit de la veille, du 27 mai au 28 mai 1905, le cuirassé Amiral Ouchakov s'était conduit  héroïquement, mais il est coulé au matin du 28 mai 1905. Cette même journée, Nebogatov décide de se rendre. Il expose ses raisons à ses officiers, en substance : « Je serai fusillé pour cette décision, mais je suis vieux. Vous êtes jeunes, la Russie a besoin de vous pour préparer le futur ». Il signe la capitulation avec l'amiral Tōgō à bord du navire-amiral Mikasa. En signe de reconnaissance de la sagesse de sa décision, Togo lui laisse son épée .
Alors qu'il est encore retenu prisonnier par les Japonais, l'Amirauté russe le renvoie de l'armée, le 22 août 1905.

### Jugement et emprisonnement
De retour de captivité, Nikolaï Ivanovitch Nebogatov comparaît devant un tribunal militaire. Il est reconnu coupable, avec d'autres officiers de la Marine impériale de Russie, le 26 décembre 1906. Il est donc condamné à mort, mais sa peine est commuée à dix années d'emprisonnement en forteresse.
Il est libéré après vingt-deux mois d'emprisonnement, en mai 1909, sur ordre de Nicolas II, selon certains en raison de son mauvais état de santé, selon d'autres en l'honneur de l'anniversaire du tsar.

### Décès et inhumation
Nikolaï Ivanovitch Nebogatov décéda en 1922 à Moscou, ou selon d'autres sources, en 1934 à Mikhaïlovka, petit village de Crimée. Il fut inhumé aux côtés de son épouse et de ses filles au cimetière de Vvedenskom.